# Ґоланиці
Ґоланиці (пол. Gołanice) — село в Польщі, у гміні Свенцехова Лещинського повіту Великопольського воєводства.
Населення — 471 особа (2011).
У 1975-1998 роках село належало до Лешненського воєводства.

## Демографія
Демографічна структура станом на 31 березня 2011 року:
|          | Загалом | Допрацездатний вік | Працездатний вік | Постпрацездатний вік |
| -------- | ------- | ------------------ | ---------------- | -------------------- |
| Чоловіки | 233     | 53                 | 161              | 19                   |
| Жінки    | 238     | 48                 | 145              | 45                   |
| Разом    | 471     | 101                | 306              | 64                   |